# Asama (Shinkansen)
L'Asama (あさま) est le nom d'un service de train à grande vitesse japonais du réseau Shinkansen développé par la JR East sur la ligne Shinkansen Hokuriku. Son nom fait référence au mont Asama.

## Gares desservies
Mis en place pour l'ouverture de la ligne Shinkansen Hokuriku (appelée alors ligne Shinkansen Nagano) le 1er octobre 1997, ce service relie les gares de Tokyo et Nagano.
| Nom des gares  |
| -------------- |
| Tokyo          |
| Ueno           |
| Ōmiya          |
| Kumagaya*      |
| Honjō-Waseda*  |
| Takasaki       |
| Annaka-Haruna* |
| Karuizawa      |
| Sakudaira*     |
| Ueda*          |
| Nagano         |

Les gares marquées d'un astérisque ne sont pas desservies par tous les trains.

## Matériel roulant
Les services Asama sont effectués par les Shinkansen E7 et W7. Auparavant, les Shinkansen 200, Shinkansen E2 et Shinkansen E4 effectuaient ce service.